# Colldejou
Colldejou ist eine Gemeinde im Süden Kataloniens mit 160 Einwohnern (Stand: 2024) und liegt in der Provinz Tarragona und der Comarca Baix Camp. 

## Lage
Colldejou liegt etwa 33 Kilometer westlich vom Stadtzentrum von Tarragona in einer Höhe von ca. 430 m.

## Bevölkerungsentwicklung
| Jahr      | 1970 | 1981 | 1991 | 2001 | 2011 | 2021 |
| Einwohner | 192  | 178  | 193  | 194  | 181  | 167  |

## Sehenswürdigkeiten
- Burgruine von La Mola
- Laurentiuskirche

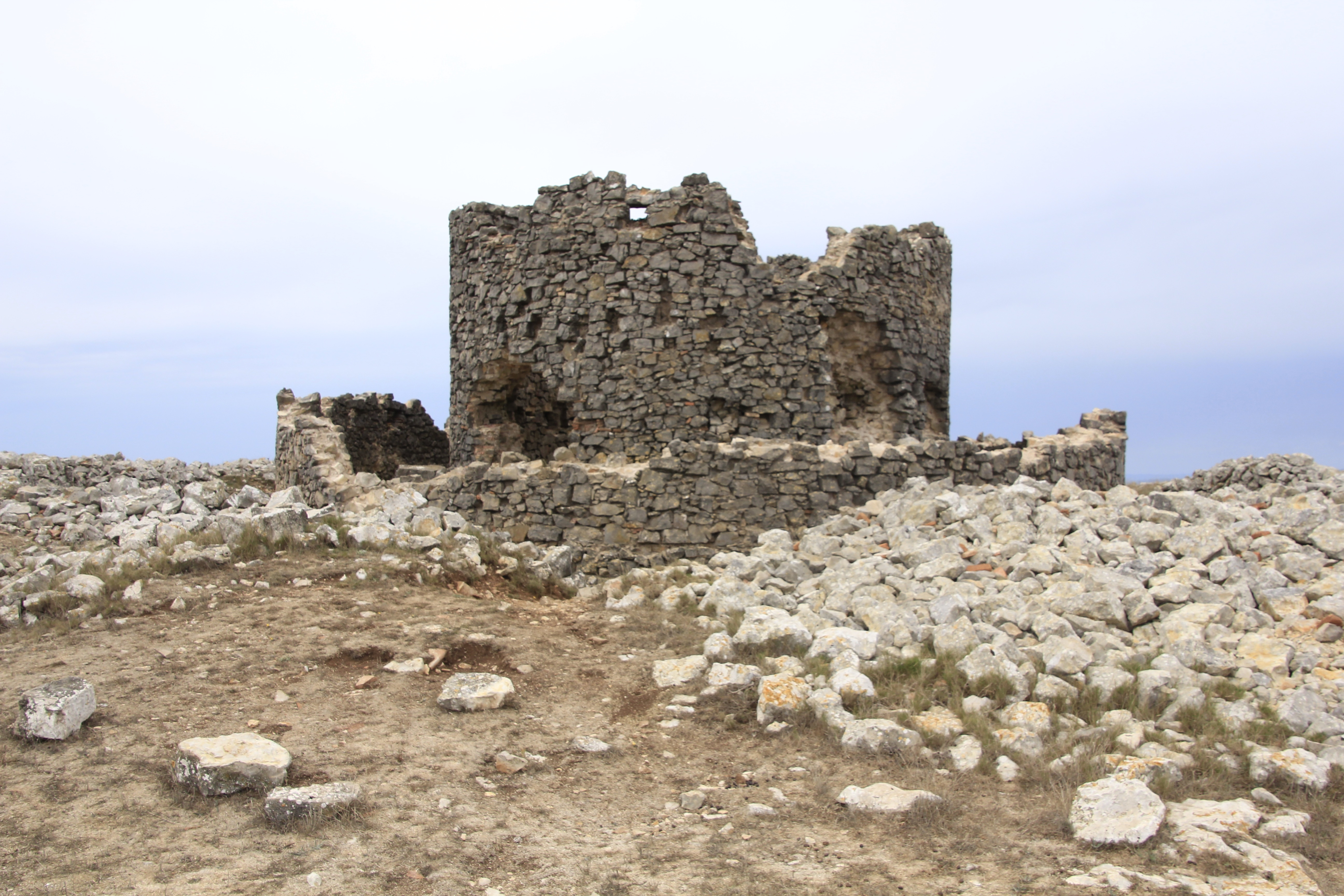
Burgruine
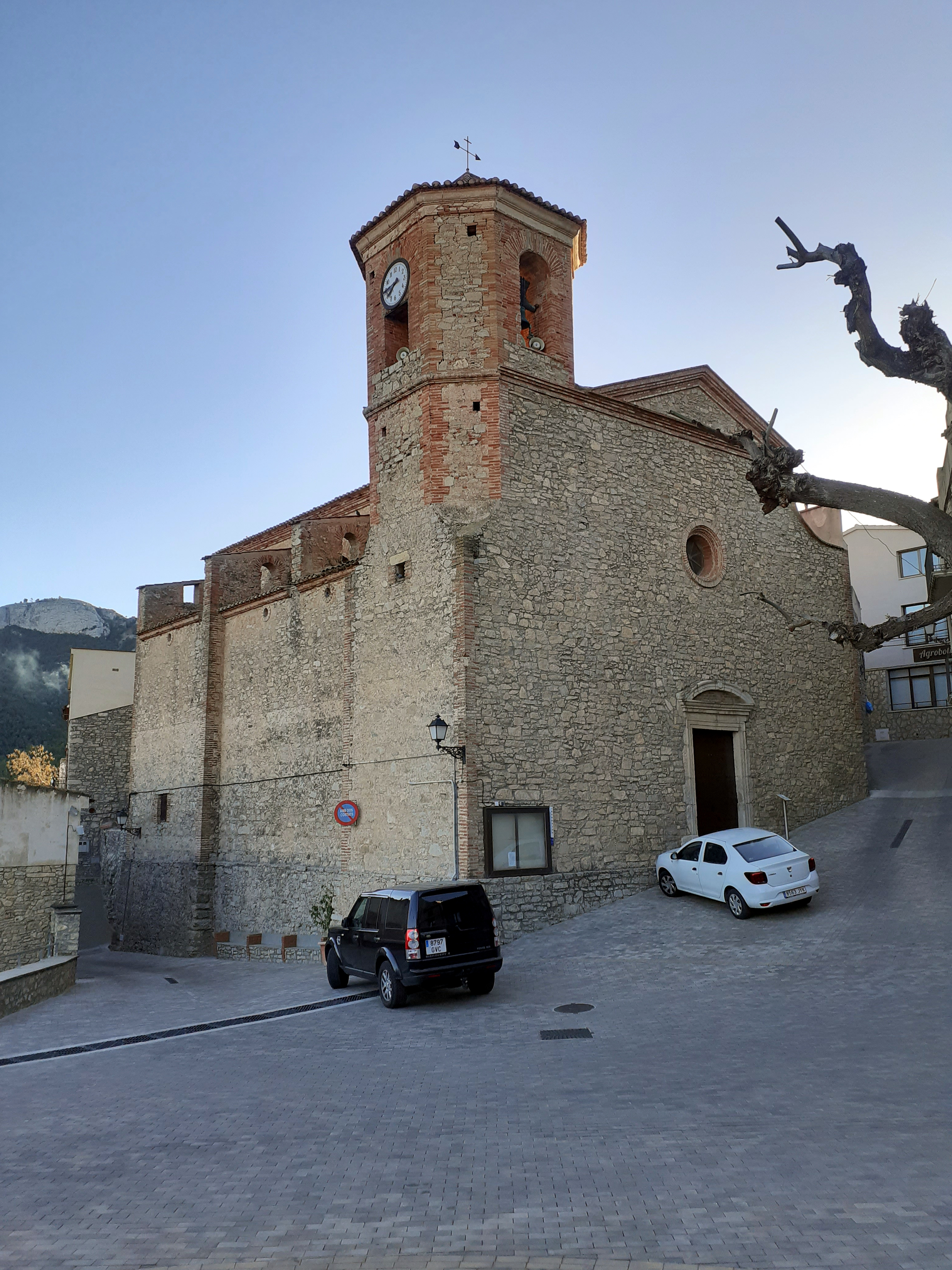
Laurentiuskirche
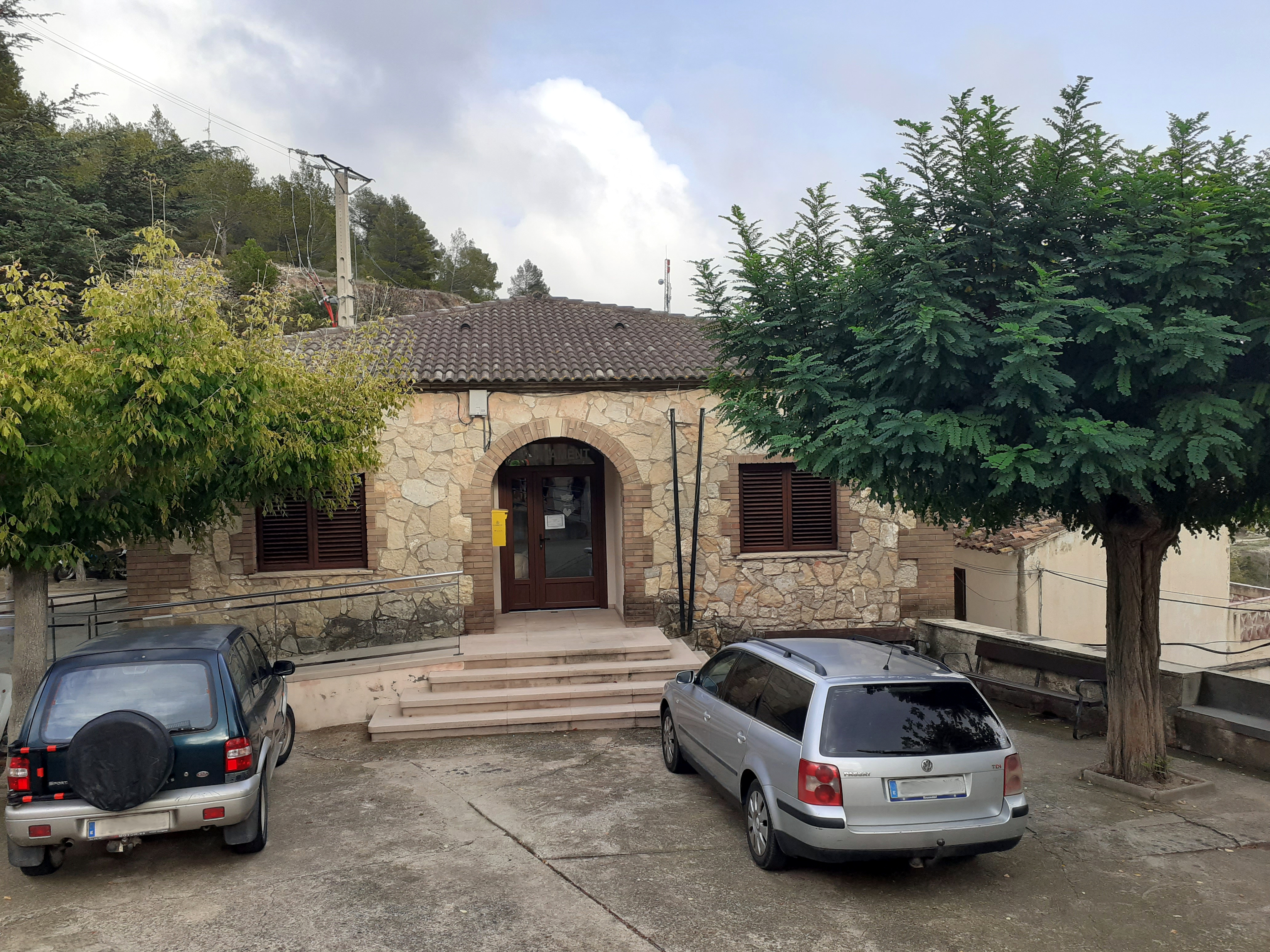
Rathaus